# Ротем, Элам
Элам Ротем (ивр. עילם רותם‎; 29 ноября 1984, Сдот-Ям) — музыковед, клавесинист, певец, композитор. Владелец и администратор сайта Early Music Sources (и одноимённого YouTube-канала) посвящённого старинной музыке. 
Основатель и руководитель вокального ансамбля Profeti della Quinta. Автор нескольких музыкальных произведений написанных в стилистике начала XVII века.

## Биография
Элам Ротем родился в 1984 году в кибуце Сдот-Ям в Израиле. Закончил старшую школу в кибуце  Кабри. Изучал игру на клавесине в бакалавриате Иерусалимской академии музыки и танца. Продолжил обучение в Базельской певческой школе лат. Schola Cantorum Basiliensis где закончил две магистратуры по специальностям: бассо-континуо и импровизация. В 2016 году защитил докторскую диссертацию в Вюрцбургском университете посвящённую бассо-континуо в творчестве Эмилио де Кавальери. C 2008 года по настоящее время проживает в Базеле, Швейцария.

## Научная деятельность
Как учёный-музыковед Ротем специализируется на итальянской музыке рубежа XVI и XVII столетий. Опубликовал несколько нотных изданий музыки XVII столетия.
В 2014 году создал и продолжает поддерживать Early Music Sources — web-сайт содержащий каталог ссылок на источники посвящённые старинной музыке и одноимённый канал на Youtube с короткими лекциями, посвящёнными различным аспектам исторически информированного исполнительства. Сайт адресован исполнителям и музыковедам. Каталог снабжён рубрикатором, средствами фильтрации и поиска и содержит ссылки на факсимильные издания рукописей и оригинальных публикаций нотных изданий и трактатов с конца XV века, современные редакции старинных нотных изданий, современные вторичные источники. База содержит 2042 записи (по состоянию на 2024 год). Так же на сайте размещена база изображений (картины и гравюры, всего 174 по состоянию на 2024 год) способных дать информацию об устройстве старинных музыкальных инструментов и техники игры на них. Большое внимание уделяется переводам источников, относящихся к старинной музыке, на английский язык. Ротем поддерживает сайт самостоятельно без какого-либо институционального финансирования или поддержки.

## Исполнитель
В период обучения в старшей школе в Кабри вместе с одноклассниками основал вокальный квинтет Profeti della Quinta. Ансамбль специализируется на исполнении вокальной музыки XVI - начала XVII веков. Ротем является музыкальным руководителем, певцом (бас) и клавесинистом. Ансамбль был признан лучшим среди молодых коллективов на Фестиваль старинной музыки в Йорке в 2011 году.
Список записей:
- Salamone Rossi/ 'The Song of Solomon' and instrumental music, Profeti Della Quinta and Ensemble Muscadin, Pan Classics 2009 (PC 10214), перевыпущен в 2017 (PC10343);
- Il Mantovano Hebreo, Italian madrigals, Hebrew prayers and instrumental music by Salomone Rossi, LINN records 2013 (CKR 429);
- Elam Rotem / Rappresentatione di Giuseppe e i suoi Fratelli - Joseph and his Brethren, Pan Classics 2014 (PC 10302)[6];
- Orlando di Lasso / Musica Reservata, Secret music for Albrecht V, Pan Classics 2015 (PC 10323);
- Elam Rotem / Quia Amore Langueo,  Pan Classics 2015 (PC 10321);
- Luzzasco Luzzaschi/ Madrigals, Motets, and Instrumental Music,  Pan Classics 2016 (PC 10350)[7];
- The Carlo G Manuscript, Virtuoso liturgical music from the early 17th century, Glossa, 2017;
- MEINE TAGE SIND WIE SCHATTEN, Alexander Utendal Penitential Psalms (1570) & Magnificats (1573), tiroler landes museen, 2018;
- AMOR, FORTUNA E MORTE, Madrigals by de Rore, Luzzaschi, Gesualdo & Monteverdi, Pan Classics, 2019;
- PHILIPPE VERDELOT/ Madrigals for four voices, Pan Classics, 2021;
- Emilio de' Cavalieri/ LAMENTATIONS, 2023, Versam (CH);
- Cipriano de Rore/ MADRIGALS FOR FOUR VOICES, 2023, Waldenburg (CH).

## Композитор
Ротем сочиняет вокальную музыку в манере, характерной для рубежа XVII столетия. Тексты вокальных партий написаны на иврите. По утверждению самого Ротема, создание новых произведений с использованием средств и ограничений характерных для давно прошедшей эпохи для него совершенно естественно, так как это именно тот музыкальный язык, которым он владеет наилучшим образом как учёный и как исполнитель. Источником вдохновения для использование иврита при создании старинной музыки послужили псалмы Саламоне Росси опубликованные в 1622 году.

## Публикации

### Автор
- Elam Rotem. Early Basso Continuo Practice: Implicit Evidence in the Music of Emilio de' Cavalieri (англ.). — Doctoral Thesis. — Universität Würzburg, Philosophische Fakultät, 2016.
- Rotem, Elam. The "Carlo G manuscript" : new light on early seventeenth century accompaniment and diminution practices (англ.) // Basler Beiträge zur Historischen Musikpraxis : Veröffentlichungen der Schola Cantorum Basiliensis. — Schwabe Verlag, 2019. — Vol. 39. — P. 401. — doi:10.5169/seals-961732.

### Редактор
- Emilio de' Cavalieri. Lamentations and responsories for the holy week, Biblioteca Vallicelliana MS 0 31 = Lamentationes Jeremiae Prophetae (лат.) / Facsimile and critical edition by Elam Rotem. — Quellenkataloge zur Musikgeschichte, Band 62. — Wilhelmshaven: Florian Noetzel, 2014.
- Anonymous. The Carlo G Manuscript (ca. 1600–1620) (лат.) / ed. Elam Rotem. — 2017.